# Marie Demy
Marie Demy (Weismes, 30 november 1994) is een Belgisch voormalig badmintonster.

## Levensloop
Demy behaalde in 2014 de finale van de South Africa International en de Giraldilla International. In Zuid-Afrika moest ze haar meerdere erkennen in de Turkse Cemre Fere en in Cuba bleek de Italiaanse Jeanine Cicognini te sterk. 

## Palmares

### BWF International Challenge/Series
Dames enkel
| Jaar | Toernooi                   | Tegenstander      | Score             | Resultaat |
| ---- | -------------------------- | ----------------- | ----------------- | --------- |
| 2014 | South Africa International | Cemre Fere        | 13-21, 3-8 Opgave | Zilver    |
| 2014 | Giraldilla International   | Jeanine Cicognini | 19-21, 13-21      | Zilver    |